# Ana Jorge
Pour les articles homonymes, voir Jorge.
Ana Maria Teodoro Jorge, née en 1950, est une femme politique portugaise membre du Parti socialiste ayant occupé le poste de ministre de la Santé.

## Parcours personnel
Elle est titulaire, depuis 1983, d'une licence de médecine, obtenue à l'université classique de Lisbonne, qu'elle a complété par une spécialisation en pédiatrie l'année suivante.
Responsable de l'équipe de santé scolaire du centre de santé de Caneças entre 1977 et 1983, elle devient infirmière en pédiatrie à l'hôpital Dona Estefânia pendant sept ans à partir de 1984. En octobre 1991, elle exerce également à l'hôpital Garcia de Orta.
De 1985 à 1992, elle occupe un poste d'assistante à l'École nationale de santé publique, étant spécialisée dans la santé maternelle, infantile, scolaire et adolescente.
Ana Jorge est nommée directrice du service de pédiatrie de l'hôpital Garcia de Orta de janvier à mars 1996, puis de nouveau entre juin 2001 et janvier 2008. À partir de 2003, elle préside également la commission d'éthique de l'hôpital.
En mars 1996, elle devient coordinatrice de la sous-région de santé de Lisbonne, puis prend la présidence de l'Agence régionale de santé (ARS) de Lisbonne - Vallée du Tage en janvier 1997, et ce jusqu'en décembre 2000.
Elle appartient à la direction nationale de la Ligue portugaise de lutte contre l'épilepsie de 1987 à 1994, en préside la délégation à Lisbonne entre 1994 et 1996, et est membre de la direction du collège de pédiatrie de l'Ordre des médecins pendant cinq ans à partir de 1993.
Enfin, elle représente le ministère de la Santé dans le groupe de travail conjoint avec les ministères de l'Éducation, et de la Sécurité sociale sur les problématiques relatives à l'intervention précoce, de 1994 à 1996.

## Parcours politique
Le 31 janvier 2008, Ana Jorge est nommée ministre de la Santé dans le premier gouvernement du socialiste José Sócrates. Cette nomination surprend car, en plus d'être indépendante, elle a soutenu le socialiste Manuel Alegre lors de l'élection présidentielle de 2006 contre Mário Soares, candidat officiel du PS.
Elle est désignée tête de liste du Parti socialiste (PS) dans le district de Coimbra à l'occasion des élections législatives du 27 septembre 2009, et est élue députée à l'Assemblée de la République. Le 26 octobre suivant, elle est confirmée à son poste dans le  second cabinet Sócrates.
Elle est remplacée le 21 juin 2011 par Paulo Macedo (pt).